# ケーストゥティス
ケーストゥティス（リトアニア語: Kęstutis、IPA: [kʲæːsˈtutʲɪs]、1297年 - 1382年8月3日または15日）は、中世リトアニアの君主。ケーストゥティスはトラカイ公として、1377年までは兄のアルギルダスと、アルギルダスの死後は1381年まで甥のヤガイラスと共同でリトアニア大公国を統治した。ケーストゥティスは西方のリトアニア人とルーシ人を支配した。
「ケーストゥティス」という名は、リトアニア人の名称としての Kęstaras や Kęstautas（リトアニア語の動詞 kęsti〈耐え忍ぶ〉を起とする）を短縮化した Kęstas という名称の形態に由来する。過去に書かれた史料の表記は、それぞれ異なるリトアニア語の発音の影響を受けている。

## 生涯
ケーストゥティスは大公ゲディミナスの息子の一人である。弟のヤヴーヌティスは父からリトアニア大公を継承すると、ケーストゥティスは兄のアルギルダスと共謀してヤヴーヌティスを追放し、兄弟は領土を東西に分割した。共同統治の産物として、1337年頃にケーストゥティスのためにトラカイ公が設置された。アルギルダスの目が東方に向いている間、ケーストゥティスは西方に軍事力を集中していた。ケーストゥティスはドイツ騎士団による西リトアニアとサモギティアへの攻撃を防ぎ、リトアニア側もケーストゥティスの指揮の下でドイツ騎士団に攻撃を仕掛けた。
ケーストゥティスはリトアニア大公国西部の国境線の争いでは外交と同様に、兄と異なる軍事制度を採用した。1349年にドイツ騎士団との戦闘の泥沼化を避けるために、ローマ教皇クレメンス6世とリトアニアをキリスト教化する（en:Christianization of Lithuania）交渉を行い、自身の王位と息子への世襲の約束を取り付けた。アルギルダスはこの取引からは一歩引いた立場におり、領内のルーシ人の動向を注視していた。しかし、1349年10月に交渉の仲介者であるポーランド王カジミェシュ3世大王がヴォルィーニとブレストへの想定外の攻撃を行ったため、ケーストゥティスの計画は潰える。ヴォルィーニを巡るポーランド・リトアニア間の戦争の中で、1351年8月15日にハンガリー王ラヨシュ1世騎士王は、王冠のと引き換えにケーストゥティスのキリスト教への改宗とハンガリーへの軍事的援助の約束を取り付ける条件での和約を提案した。別の面からみれば、この和約はケーストゥティスがローマ教皇に自国全体の改宗を持ちかけたにもかかわらず、異教の儀式を行っていた証拠とも言える。事実、ケーストゥティスに和平に応じてブダへ赴く意思はなかった。
ケーストゥティスは単なる好敵手としてではなくゲルマン騎士団による騎士団であることに気付いた。そして彼等と友好的にしようと考えたが、その手が誰にも握られることはなかった。
1382年にアルギルダスの息子でケーストゥティスの甥であるヤガイラスがヴィリニュスとトラカイを支配していた。ケーストゥティスは息子のヴィータウタスとともに自らの軍隊を引き連れ到着した。ケーストゥティス親子はヤガイラスの陣地に交渉に赴いたが捕えられた。ケーストゥティスはクレヴァ城で絞殺された。息子のヴィータウタスは脱出に成功した。

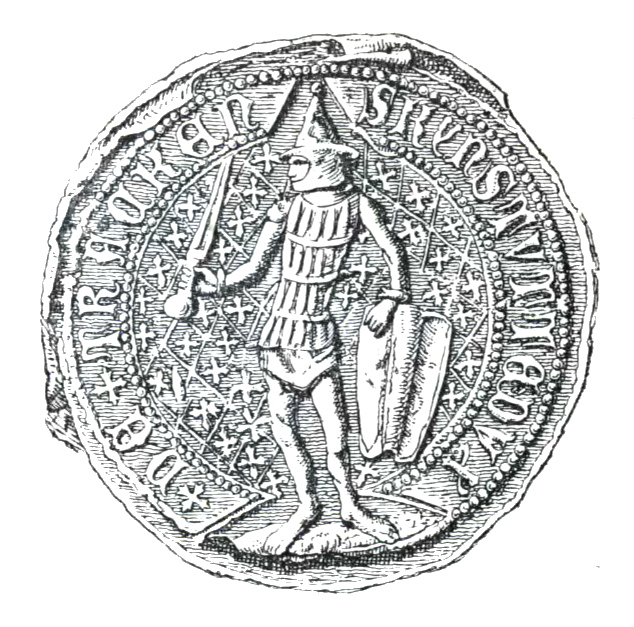
1379年から用いられたケーストゥティスの印章
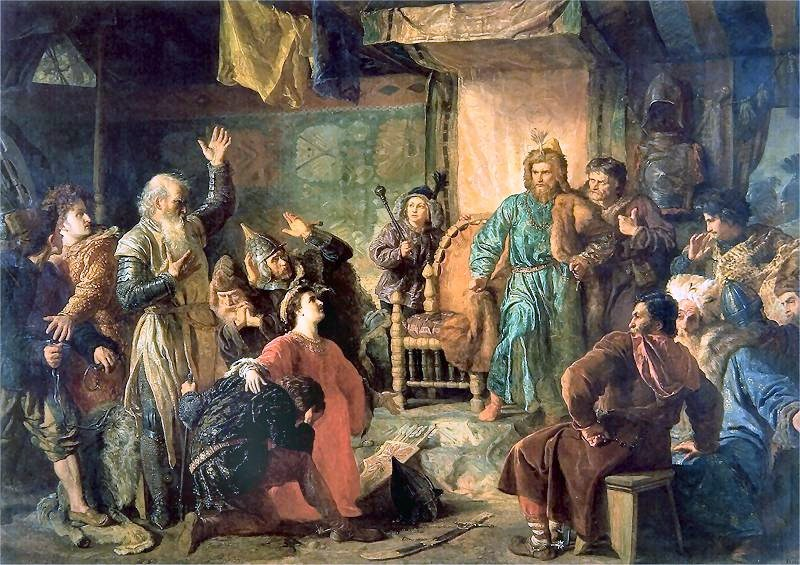
ヤガイラスに捕えられたケーストゥティスとヴィータウタス
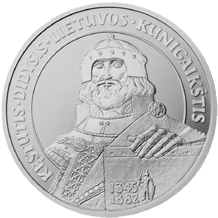
リタスに刻まれたケーストゥティス
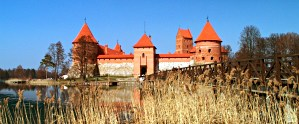
トラカイ島城